# Max Payne
Max Payne egy fiktív karakter, aki legelőször a Remedy Entertainment és a 3D Realms közös alkotásában, 2001-ben megjelent Max Payne című játékban tűnik fel, mint főszereplő. Max New York városának rendőri kötelékéhez tartozott, az őt ért tragédia hatására azonban az önbíráskodás útjára lépett. Gyakran használ komplex metaforákat és szójátékokat belső monológjaiban, amivel a történéseket elemzi. Míg az első részben a saját szemszögéből meséli el a cselekményt, addig a második részben Mona Sax is kerül hasonló szerepbe.

## Külső hivatkozások
- Max Payne videójáték hivatalos honlapja.
- Max Payne Wiki
- Max Payne Archiválva 2017. március 18-i dátummal a Wayback Machine-ben az IMDb adatbázisában
- Max Payne a Giant Bomb oldalán
- Max Payne karaktere az UGO.com oldalán